# Sungai Kering
Sungai Kering is een bestuurslaag in het regentschap Kerinci van de provincie Jambi, Indonesië. Sungai Kering telt 374 inwoners (volkstelling 2010).